# Korytárky
Korytárky est un village de Slovaquie situé dans la région de Banská Bystrica.

## Histoire
Première mention écrite du village en 1993.

## Démographie

### Évolution de la population
| Année:               | 1994. | 2004.   | 2014.   | 2024.   |
| -------------------- | ----- | ------- | ------- | ------- |
| Nombre de personnes: | 1043  | 1011    | 961     | 941     |
| Différence:          |       | -3,06 % | -4,94 % | -2,08 % |

| Année:               | 2023. | 2024.   |
| -------------------- | ----- | ------- |
| Nombre de personnes: | 936   | 941     |
| Différence:          |       | +0,53 % |